# کندر (کارولینای شمالی)
کندر (به انگلیسی: Candor) شهری در ایالت کارولینای شمالی کشور ایالات متحده آمریکا است که جمعیت آن در سرشماری سال ۲۰۱۰ میلادی، ۸۴۰ نفر بوده‌است.